# Stanza singola (singolo)
Stanza singola è un singolo del cantautore italiano Franco126, pubblicato il 18 gennaio 2019 come terzo estratto dall'album omonimo.
Il singolo ha visto la collaborazione del cantautore italiano Tommaso Paradiso dei Thegiornalisti.

## Video musicale
Il videoclip è stato pubblicato il 18 gennaio 2019 sul canale YouTube della SOLDY MUSIC ed è stato girato sul Lungotevere di Roma dagli YouNuts!, a partire da un'idea dello stesso Paradiso.

## Classifiche

### Classifiche settimanali
| Classifica (2019) | Posizione massima |
| ----------------- | ----------------- |
| Italia            | 8                 |

### Classifiche di fine anno
| Classifica (2019) | Posizione |
| ----------------- | --------- |
| Italia            | 87        |